# Millplophrys
Millplophrys is een geslacht van spinnen uit de familie hangmatspinnen (Linyphiidae).

## Soorten
De volgende soorten zijn bij het geslacht ingedeeld:
- Millplophrys cracatoa (Millidge, 1995)
- Millplophrys pallida (Millidge, 1995)